# Barbus trachypterus
Barbus trachypterus е вид лъчеперка от семейство Шаранови (Cyprinidae). Видът не е застрашен от изчезване.

## Разпространение
Разпространен е в Демократична република Конго и Замбия.

## Описание
На дължина достигат до 23,9 cm.